# Chen Kuan-tai
 (septembre 2016).
Si vous disposez d'ouvrages ou d'articles de référence ou si vous connaissez des sites web de qualité traitant du thème abordé ici, merci de compléter l'article en donnant les références utiles à sa vérifiabilité et en les liant à la section « Notes et références ».
Chen Kuan-tai est un acteur spécialisé dans les arts martiaux né le 24 septembre 1945 dans la province du Guangdong.

## Biographie
Contrairement à la plupart des acteurs de l'époque, il est d'abord un pratiquant d'arts martiaux (sa spécialité est la « boxe du singe ») et remporte ainsi un tournoi en 1969.
Remarqué par Chang Cheh, il rejoint la Shaw Brothers en 1969, au moment de la vogue des films de kung fu. Après des rôles de figurant ou d'homme de main dans une poignée de films (il incarne ainsi deux gardes tués successivement dans le film Vengeance) il accède à la notoriété grâce au succès du film de Chang Cheh Le Justicier de Shanghai dont il assure le rôle principal. Il est d'abord souvent associé aux acteurs fétiches de Chang Cheh à cette période, David Chiang et Ti Lung, par exemple dans Frères de sang.
En 1977, il réalise un film en indépendant, Iron Monkey (en), mais revient ensuite à la Shaw. Sa carrière décline à partir des années 1980.

## Filmographie partielle
- 1970 : Vengeance
- 1972 : Le Justicier de Shanghai
- 1972 : La Légende du lac
- 1972 : Young People (en)
- 1972 : La Vengeance du léopard
- 1973 : Frères de sang
- 1973 : Iron Bodyguard
- 1976 : Le Combat des maîtres
- 1974 : Heroes Two
- 1974 : The Teahouse
- 1975 : Big Brother Cheng
- 1977 : Les Exécuteurs de Shaolin
- 1977 : Just Heroes
- 1980 : Killer Constable
- 1982 : Demi-Gods and Semi-Devils
- 1984 : Shanghai 13
- 1990 : The Fortune Code
- 1990 : Sleazy Dizzy
- 1991 : The Tigers
- 1996 : How to Meet the Lucky Stars
- 2006 : Dragon Tiger Gate
- 2009 : Murderer
- 2010 : La 14e Lame
- 2012 : L'Homme aux poings de fer
- 2013 : Conspirators
- 2015 : The Final Master de Xu Haofeng
- 2017 : Dealer/Healer
- 2018 : Shed Skin Papa